# David Lloyd George
David Lloyd George, 1:e Earl Lloyd-George av Dwyfor född 17 januari 1863 i Manchester, död 26 mars 1945 i Llanystumdwy i Caernarfonshire (i nuvarande Gwynedd), var en brittisk politiker. Han var handelsminister 1905-1908, finansminister 1908-1915 samt premiärminister 1916-1922.

## Biografi
Lloyd George föddes i England, men var av walesisk etnicitet och kunde tala walesiska. Han är till dags dato den siste liberale och den ende walesiske premiärministern i Storbritanniens historia.
Lloyd Georges far var skollärare, och Lloyd George uppfostrades efter faderns tidiga död hos en farbror som var skomakare och baptistpastor. Han utbildade sig till advokat, avlade 1884 nödvändiga examina, och började tidigt engagera sig politiskt. Lloyd George var från 1890 ledamot av underhuset för valkretsen Caernarvon. Han var motståndare till att inleda andra boerkriget och kritiserade den brittiska militärledningen under kriget. 1905 valdes han in i Henry Campbell-Bannermans regering som handelsminister och vann snart stor popularitet genom sitt fördomsfria och praktiska sätt att lösa svåra konflikter.
Han var en pionjär vad gäller sociala reformer och i egenskap av finansminister 1908-1915 införde han ålderspension 1909 och sjuk- och arbetslöshetsförsäkring 1911. Den "krigsbudget" mot fattigdomen som Lloyd George lade fram i ett stort tal april 1909 framkallade stor uppståndelse i konservativa kretsar. Överhuset förkastade den för att framkalla upplösning av underhuset, medan underhuset på regeringens förslag protesterade mot överhusets krav. De konservativa vann omkring 100 mandat vid nyvalen januari 1910 och klassmotsättningarna skärptes. Regeringen kom att bli beroende av irländarnas röster. Edvard VII:s död innebar ett kortare avbrott i striderna, som alltmer kom att röra överhusets rätt att över huvud taget besluta i beskattnings- och budgetfrågor. Efter nya val i december 1910 tvingades överhuset att 1911 acceptera en författningsreform som kraftig reducerade dess makt. Lloyd Georges förslag till sjuk- och invaliditetsförsäkring 1911 framkallade en ny kris, som snart kom att ytterligare förvärras genom hans förslag till arbetslöshetsförsäkring.
Genom stor energi och skicklighet lyckades dock Lloyd George driva igenom sina reformer. Han kom att bli hårt ansatt från oppositionen, något som ledde till hårda kontroverser sedan det visade sig att han köpt aktier, vars kurs var beroende av den brittiska regeringens åtgärder.
Den 24 februari 1913 anhölls den brittiska suffragettledaren Emmeline Pankhurst, som erkände och tog på sig ansvaret för ett genomfört bombattentat mot Lloyd Georges lantställe.
Den irländska konflikten var på väg att leda till en allvarlig kris, då första världskrigets utbrott gjorde att andra frågor kom på dagordningen. Lloyd George var tidigare pacifist och motståndare till kriget, men efter den tyska invasionen av Belgien svängde Lloyd George och blev förespråkare för ett energiskt krig. Maj 1915 - juni 1916 var han ammunitionsminister med uppgift att förse de växande arméerna med vapen och ammunition, juni-december 1916 var han krigsminister. Efter Rumäniens svåra nederlag i kriget försökte Lloyd George motivera inrättandet av ett krigskabinett utan H.H. Asquith för att kunna leda kriget med större energi.
Förslaget ledde till en kabinettskris, sedan en tidningsartikel som ansågs inspirerad av Lloyd George ytterligare försvårat samarbetet mellan Asquith och Lloyd George. Asquith erbjöd honom att ingå i en ny regering, men Lloyd George vägrade på grund av villkoren, och Asquith misslyckades då att vinna tillräckligt stöd från de konservativa. Lloyd George fick då, som han säkerligen från början hoppats, uppdraget att bilda ny regering, sedan även Andrew Bonar Law misslyckats.
Som premiärminister ställdes Lloyd Georg inför svåra uppgifter. Makten koncentrerades hos honom och hans kolleger i krigskabinettet. Han lyckades genomföra en enhetlig ledning av ententens krigföring och lyckades vinna USA:s mera aktiva medverkan i kriget. Framför allt förstod han att hålla modet uppe bland de stora massorna. 11 november 1918 kom centralmakternas kapitulation.
Sedan Lloyd George upplöst underhuset och vunnit en säker majoritet för sin koalition i december 1918, stod han inför uppgiften att föra Storbritanniens talan vid fredskonferensen i Versailles. Hans häftiga antityska propaganda under kriget och i valrörelsen underlättade inte uppgiften att få till stånd en vettig fred. Georges Clemenceaus franska nationalism och den brittiska pressens antityska agitation försvårade hans försök att stödja Woodrow Wilsons mer försonliga politik.
Arbetarstrejker och "dåliga tider" gav den brittiska regeringen svåra bekymmer åren efter kriget. En ny social reformpolitik måste avbrytas på grund av finansiella svårigheter. Regeringens popularitet sjönk snabbt. Den irländska konflikten blev allt allvarligare. Lloyd George ville gå irländarna till mötes och ge dem självständighet, men stötte då bort konservativa väljare. Genom en serie statsmannakonferenser vid olika badorter försökte Lloyd George öka sin popularitet, men kom efterhand att alltmer framstå som en opportunist.
Faktorer såsom att arbetslösheten i Storbritannien ökade, hans inblandning i det ryska inbördeskriget och att han satte in militära polisstyrkor under upproret i Irland gjorde att hans förtroende i hans eget parti minskade.
Brittisk diplomati blev alltmera motsägelsefull och förhållandet till Frankrike allt sämre. I oktober 1922 beslöt de konservativa att lämna koalitionen, varpå George Lloyd omedelbart avgick.
I opposition försökte Lloyd George åter förena sig med liberalerna kring Asquith. Hans principlösa, opportunistiska program i jordfrågan och arbetslöshetsfrågan gav dock upphov till misstro i stora kretsar. När Asquith efter att ha adlats överflyttade till överhuset 1925 blev dock Lloyd George underhusliberalernas ledare. En manöver under kolarbetarstrejken 1926 skilde honom från många liberaler. Trots ansträngningar blev det liberala partiet alltmera splittrat. Valen 1931 blev en katastrof för Lloyd Georges ställning.
Under många år gjorde Lloyd George en ganska omstridd insats som författare till internationellt spridda tidningsartiklar.

## Utmärkelser
- Brittiska förtjänstorden (civil) 1919)[2]

- Riddare av nåd av Brittiska Johanniterorden; kansler för Welsh Priory från 1918 och Prior of Wales från 1943.[3]
- Storkorset av Hederslegionen (1920)[2]
- Storkorset av Leopoldsorden[4]
- Storkorset av Sankt Mauritius- och Lazarusorden[3]
- 1:a graden i 3:e klassen av Frihetskorset (29 april 1925)[5]